# 吕克·德富热罗勒
吕克·罗莱·德富热罗勒（法語：Luc Rollet de Fougerolles，2005年10月12日—），加拿大职业足球运动员，司职後衛，效力于比利時職業聯賽球隊丹達EH（英格兰足球超级联赛俱乐部富勒姆外借）及加拿大国家男子足球队。

## 早年经历
德富热罗勒生于英国伦敦，父亲是出生在蒙特利尔的加拿大人，母亲是伊朗人。
德富热罗勒5岁起在BHFC巴特锡（BHFC Battersea）踢足球，8岁转到富勒姆足球学院接受青训培养。2023年4月6日，德富热罗勒正式签约富勒姆。同年6月20日，获提名富勒姆“年度学员”。2023年夏天，入选富勒姆季前赛名单。同年11月1日，献上个人在富勒姆的首秀，帮助球队在英格蘭足球聯賽盃中3比1击败伊普斯维奇城。

## 国家队生涯
2022年4月，德富热罗勒获加拿大20歲以下國家男子足球隊征召，但因2019冠状病毒病疫情影响无法参与球队集训。
2023年10月，德富热罗勒获加拿大国家男子足球队征召，前往新潟市出战对阵日本的友谊赛。
2024年3月23日，德富热罗勒在对阵千里達及托巴哥的2024年美洲國家盃外圍賽附加賽中替补伊斯瑪埃爾·科內出场，献上国家队首秀。同年6月，入选加拿大参加2024年美洲國家盃的最终名单。

## 比赛风格
德富热罗勒是一位多才多艺的后卫，能胜任後衛、中后卫及中场角色。他擅长一对一盯防，第一次触球能力出众，移动能力出色，可以像一位全面的现代后卫那样运球。他心理素质很强，在组织进攻时很沉着。

## 生涯数据

### 俱乐部
最後更新：2023年11月2日
| 俱乐部   | 赛季     | 联赛     | 联赛 | 联赛 | 足总杯 | 足总杯 | 联赛杯 | 联赛杯 | 总计 | 总计 |
| 俱乐部   | 赛季     | 组别     | 出场 | 进球 | 出场   | 进球   | 出场   | 进球   | 出场 | 进球 |
| -------- | -------- | -------- | ---- | ---- | ------ | ------ | ------ | ------ | ---- | ---- |
| 富勒姆   | 2023–24  | 英超     | 0    | 0    | 0      | 0      | 1      | 0      | 1    | 0    |
| 生涯总计 | 生涯总计 | 生涯总计 | 0    | 0    | 0      | 0      | 1      | 0      | 1    | 0    |

### 国家队
最後更新：2024年3月23日
| 国家队 | 年份 | 出场 | 进球 |
| ------ | ---- | ---- | ---- |
| 加拿大 | 2024 | 1    | 0    |
| 总计   | 总计 | 1    | 0    |